# Świeca (jednostka)
Świeca – dawna pozaukładowa jednostka natężenia światła. Pierwotnie została zdefiniowana jako natężenie światła świecy o masie 1/6 funta z wosku ze spermacetu, spalącej się z szybkością 120 granów na godzinę. W 1921 roku definicja została oparta na świetle żarówki.
W układzie SI zastąpiona przez kandelę. Świeca równa jest 1,02 kandeli.